# Nadiem Makarim
Nadiem Anwar Makarim (ur. 4 lipca 1984 w Singapurze) – indonezyjski przedsiębiorca; od 23 października 2019 r. minister edukacji i kultury w gabinecie prezydenta Joko Widodo.
Jest założycielem przedsiębiorstwa Gojek.